# Alojzij Cvikl
Alojzij Cvikl SJ (Celje, 1955. június 19. –) szlovén katolikus szerzetespap, maribori római katolikus érsek.

## Élete
Alojzij Cvikl 1974-ben lépett be a jezsuita rendbe, és a ljubljanai teológiai karon és a római Pápai Gergely Egyetemen tanult. 1983. július 3-án szentelték pappá. További tanulmányok után 1990-ben a brüsszeli Lumen Vitae Intézetben szerzett oktatási és társadalomtudományi licenciát.
Papként előbb lelkész volt Ljubljanában, majd internátus igazgató és hitoktató a ljubljanai Szent Szaniszló Érseki Intézetben. 1995-től 2001-ig a szlovén jezsuita tartomány tartományfőnöke, 1996-tól a Szlovénia Főbb Vallási Feljebbvalói Konferenciájának elnöke. 2001 és 2010 között a római Pápai Collegium Russicum rektora volt. 2010-től a Maribori őegyházmegye közgazdásza volt.[1]
Ferenc pápa 2015. március 14-én kinevezte Maribor érsekévé.[1] Ugyanezen év április 26-án a szlovén apostoli nuncius, Juliusz Janusz érsek szentelte püspökké. Társszentelője Stanislav Lipovšek celjei püspök és Jožef Smej nyugalmazott maribori segédpüspök volt.

## Fordítás
Ez a szócikk részben vagy egészben  az   Alojzij Cvikl című német Wikipédia-szócikk fordításán alapul.  Az eredeti cikk szerkesztőit annak laptörténete sorolja fel. Ez a jelzés csupán a megfogalmazás eredetét és a szerzői jogokat jelzi, nem szolgál a cikkben szereplő információk forrásmegjelöléseként.